# Campeonato Soviético de Futebol
A mais alta divisão do Campeonato Soviético de Futebol chamava-se, em russo, Vysshaya Liga organizada pela Federação de futebol da União Soviética.
Os times da capital, Moscou, dominaram a competição desde o seu início, em 1936, até 1961, quando o Dínamo Kiev, clube de Oleh Blokhin, tornou-se o primeiro clube não-russo a conquistar o título. E foi o clube ucraniano quem terminaria como maior vencedor da competição, com 13 títulos, um a mais do que o segundo maior vencedor da Liga, o Spartak Moscou, time de Igor Netto e Rinat Dasayev. Com um a menos que este, em terceiro, ficou o Dínamo Moscou, onde jogou o lendário Lev Yashin.
O campeonato encontrou-se paralisado entre 1941 e 1944 devido a Segunda Guerra Mundial.
Na soma de títulos por república, a Rússia aparece em primeiro, com 34 títulos, seguida pela Ucrânia, com 16. Em terceiro ficou a Geórgia, com dois títulos - ambos conquistados pelo Dínamo Tbilisi, e em quarto lugar ficaram, cada uma com um título, a Armênia (com a conquista do Ararat Erevan) e a Bielorrússia (com o título do Dínamo Minsk). Não era raro em jogos do Ararat Erevan e dos Dínamos de Kiev e Tbilisi manifestações de nacionalismo de suas localidades, principalmente nos anos 80, quando o jugo russo se enfraqueceu.
Alguns clubes mudaram de nome do decorrer do tempo: o atual CSKA Moscou já se chamou CDKA, CDSA e CSK MO e o Dínamo Minsk já se chamou Belarus Minsk. Com o fim da URSS e a mudança de nomes de cidades, o Traktor Stalingrado virou Rotor Volgogrado, o Zenit Leningrado virou Zenit São Petersburgo, o Krylya Sovetov Kuybyshev, Krlylya Sovetov Samara e o Zorya Voroshlovgrado, Zorya Luhans’k. Sem contar que algumas equipes não-russas costumavam ter seus nomes russificados, caso do azerbaijano Neftçi Baku (em russo, Neftchi Baku; até 1968, chamou-se Neftyanik) e dos ucranianos Dnipro Dnipropetrovs’k e Shakhtar Donets’k (Dnepr Dnepropetrovsk e Shakhtyor Donetsk, respectivamente).[carece de fontes?]
O Quirguistão e Turcomenistão foram as duas únicas repúblicas que não tiveram nenhum clube presente nesta divisão durante todas as edições do campeonato.[carece de fontes?]

## Campeões[carecede fontes?]
| Ano              | Campeão                                                   | Vice-campeão                                              | Artilheiro |
| ---------------- | --------------------------------------------------------- | --------------------------------------------------------- | --- |
| 1936 (primavera) | Dínamo Moscou                                             | Dínamo Kiev                                               | Mikhail Semichastniy (Dínamo Moscou), 6 gols |
| 1936 (outono)    | Spartak Moscou                                            | Dínamo Moscou                                             | Georgiy Glazkov (Spartak Moscou), 7 gols |
| 1937             | Dínamo Moscou                                             | Spartak Moscou                                            | Vasiliy Smirnov (Dínamo Moscou), 8 gols |
| 1938             | Spartak Moscou                                            | CDKA Moscou                                               | Oleksandr Ponomarov (Traktor Stalingrado), 19 gols |
| 1939             | Spartak Moscou                                            | Dínamo Tbilisi                                            | Grigoriy Fedotov (CDKA Moscou), 21 gols |
| 1940             | Dínamo Moscou                                             | Dínamo Tbilisi                                            | Sergey Solovyov (Dínamo Moscou), 21 gols |
| 1941             | Cancelado em 24 de junho devido a Segunda Guerra Mundial. | Cancelado em 24 de junho devido a Segunda Guerra Mundial. | Cancelado em 24 de junho devido a Segunda Guerra Mundial.                                                                                              |
| 1942-44          | Cancelado devido a Segunda Guerra Mundial.                | Cancelado devido a Segunda Guerra Mundial.                | Cancelado devido a Segunda Guerra Mundial. |
| 1945             | Dínamo Moscou                                             | CDKA Moscou                                               | Vsevolod Bobrov (CDKA Moscou), 24 gols |
| 1946             | CDKA Moscou                                               | Dínamo Moscou                                             | Oleksandr Ponomarov (Torpedo Moscou), 18 gols |
| 1947             | CDKA Moscou                                               | Dínamo Moscou                                             | Vsevolod Bobrov e Valentin Nikolayev (ambos do CDKA Moscou), 14 gols                                                                                   |
| 1948             | CDKA Moscou                                               | Dínamo Moscou                                             | Sergey Solovyov (Dínamo Moscou), 25 gols |
| 1949             | Dínamo Moscou                                             | CDKA Moscou                                               | Mkrtych Simonyan (Spartak Moscou), 26 gols |
| 1950             | CDKA Moscou                                               | Dínamo Moscou                                             | Mkrtych Simonyan (Spartak Moscou), 34 gols |
| 1951             | CDSA Moscou                                               | Dínamo Tbilisi                                            | Avtandil Gogoberidze (Dínamo Tbilisi), 16 gols |
| 1952             | Spartak Moscou                                            | Dínamo Kiev                                               | Andriy Zazroyev (Dínamo Kiev), 11 gols |
| 1953             | Spartak Moscou                                            | Dínamo Tbilisi                                            | Mkrtych Simonyan (Spartak Moscou), 14 gols |
| 1954             | Dínamo Moscou                                             | Spartak Moscou                                            | Anatoliy Ilyin (Spartak Moscou), Vladimir Ilyin (Dínamo Moscou) e Antonin Sochnev (Trudovye Reservy Leningrado), 11 gols                               |
| 1955             | Dínamo Moscou                                             | Spartak Moscou                                            | Eduard Streltsov (Torpedo Moscou), 15 gols |
| 1956             | Spartak Moscou                                            | Dínamo Moscou                                             | Vasiliy Buzunov (ODO Sverdlovsk), 17 gols |
| 1957             | Dínamo Moscou                                             | Torpedo Moscou                                            | Vasiliy Buzunov (CSK MO Moscou), 16 gols |
| 1958             | Spartak Moscou                                            | Dínamo Moscou                                             | Anatoliy Ilyin (Spartak Moscou), 19 gols |
| 1959             | Dínamo Moscou                                             | Lokomotiv Moscou                                          | Zaur Kaloevi (Dínamo Tbilisi), 16 gols |
| 1960             | Torpedo Moscou                                            | Dínamo Kiev                                               | Zaur Kaloevi (Dínamo Tbilisi) e Gennadiy Gusarov (Torpedo Moscou), 20 gols                                                                             |
| 1961             | Dínamo Kiev                                               | Torpedo Moscou                                            | Gennadiy Gusarov (Torpedo Moscou), 22 gols |
| 1962             | Spartak Moscou                                            | Dínamo Moscou                                             | Edoward Markarov (Neftyanik Baku), Yuriy Sevidov (Spartak Moscou), Boris Kazakov (Krylya Sovetov Kuybyshev) e Mikhal Mustygin (Belarus Minsk), 16 gols |
| 1963             | Dínamo Moscou                                             | Spartak Moscou                                            | Oleg Kopayev (SKA Rostov-on-Don), 27 gols |
| 1964             | Dínamo Tbilisi                                            | Torpedo Moscou                                            | Vladimir Fedotov (CSKA Moscou), 16 gols |
| 1965             | Torpedo Moscou                                            | Dínamo Kiev                                               | Oleg Kopayev (SKA Rostov-on-Don), 18 gols |
| 1966             | Dínamo Kiev                                               | SKA Rostov-on-Don                                         | Ilia Datunashvili (Dínamo Tbilisi), 20 gols |
| 1967             | Dínamo Kiev                                               | Dínamo Moscou                                             | Mikhal Mustygin (Dínamo Minsk), 19 gols |
| 1968             | Dínamo Kiev                                               | Spartak Moscou                                            | Giorgi Gavasheli (Dínamo Tbilisi) e Berador Abduraimov (Pakhtakor Tashkent), 22 gols                                                                   |
| 1969             | Spartak Moscou                                            | Dínamo Kiev                                               | Nikolay Osyanin (Spartak Moscou), Vladimir Proskurin (SKA Rostov-on-Don) e Jemal Kherkhadze (Torpedo Kutaisi), 16 gols                                 |
| 1970             | CSKA Moscou                                               | Dínamo Moscou                                             | Givi Nodia (Dínamo Tbilisi), 17 gols |
| 1971             | Dínamo Kiev                                               | Ararat Erevan                                             | Eduard Malafeyew (Dínamo Minsk), 16 gols |
| 1972             | Zorya Voroshilovhrad                                      | Dínamo Kiev                                               | Oleh Blokhin (Dínamo Kiev), 14 gols |
| 1973             | Ararat Erevan                                             | Dínamo Kiev                                               | Oleh Blokhin (Dínamo Kiev), 18 gols |
| 1974             | Dínamo Kiev                                               | Spartak Moscou                                            | Oleh Blokhin (Dínamo Kiev), 20 gols |
| 1975             | Dínamo Kiev                                               | Shakhtar Donetsk                                          | Oleh Blokhin (Dínamo Kiev), 18 gols |
| 1976 (primavera) | Dínamo Moscou                                             | Ararat Erevan                                             | Arkadi Andreasyan (Ararat Erevan), 8 gols |
| 1976 (outono)    | Torpedo Moscou                                            | Dínamo Kiev                                               | Aleksandr Markin (Zenit Leningrado), 13 gols |
| 1977             | Dínamo Kiev                                               | Dínamo Tbilisi                                            | Oleh Blokhin (Dínamo Kiev), 17 gols |
| 1978             | Dínamo Tbilisi                                            | Dínamo Kiev                                               | Georgiy Yartsev (Spartak Moscou), 19 gols |
| 1979             | Spartak Moscou                                            | Shakhtar Donetsk                                          | Vital Starukhin (Shakhtar Donets’k), 26 gols |
| 1980             | Dínamo Kiev                                               | Spartak Moscou                                            | Serhiy Andreyev (SKA Rostov-on-Don), 20 gols |
| 1981             | Dínamo Kiev                                               | Spartak Moscou                                            | Ramaz Shengelia (Dínamo Tbilisi), 23 gols |
| 1982             | Dínamo Minsk                                              | Dínamo Kiev                                               | Andrey Yakubik (Pakhtakor Tashkent), 23 gols |
| 1983             | Dnipro Dnipropetrovs’k                                    | Spartak Moscou                                            | Yuriy Gavrilov (Spartak Moscou), 18 gols |
| 1984             | Zenit Leningrado                                          | Spartak Moscou                                            | Serhiy Andreyev (SKA Rostov-on-Don), 20 gols |
| 1985             | Dínamo Kiev                                               | Spartak Moscou                                            | Oleh Protasov (Dnipro Dnipropetrovs’k), 35 gols |
| 1986             | Dínamo Kiev                                               | Dínamo Moscou                                             | Aleksandr Borodyuk (Dínamo Moscou), 21 gols |
| 1987             | Spartak Moscou                                            | Dnipro Dnipropetrovsk                                     | Oleh Protasov (Dnipro Dnipropetrovs’k), 18 gols |
| 1988             | Dnipro Dnipropetrovs’k                                    | Dínamo Kiev                                               | Yevhen Shakhov (Dnipro Dnipropetrovs’k) e Aleksandr Borodyuk (Dínamo Moscou), 16 gols                                                                  |
| 1989             | Spartak Moscou                                            | Dnipro Dnipropetrovsk                                     | Sergey Rodionov (Spartak Moscou), 16 gols |
| 1990             | Dínamo Kiev                                               | CSKA Moscou                                               | Oleh Protasov (Dínamo Kiev) e Valeriy Shmarov (Spartak Moscou), 12 gols                                                                                |
| 1991             | CSKA Moscou                                               | Spartak Moscou                                            | Igor Kolyvanov (Dínamo Moscou), 18 gols |

## Títulos Por Clube[carecede fontes?]
| Clube                  | Títulos | Anos                                                                                 |  |
| ---------------------- | ------- | ------------------------------------------------------------------------------------ |  |
| Dínamo Kiev            | 13      | 1961, 1966, 1967, 1968, 1971, 1974, 1975, 1977, 1980, 1981, 1985, 1986, 1990         |  |
| Spartak Moscou         | 12      | 1936 outono, 1938, 1939, 1952, 1953, 1956, 1958, 1962, 1969, 1979, 1987, 1989        |  |
| Dínamo Moscou          | 11      | 1936 primavera, 1937, 1940, 1945, 1949, 1954, 1955, 1957, 1959, 1963, 1976 primavera |  |
| CSKA Moscou            | 7       | 1946, 1947, 1948, 1950, 1951, 1970, 1991                                             |  |
| Torpedo Moscou         | 3       | 1960, 1965, 1976 outono                                                              |  |
| Dínamo Tbilisi         | 2       | 1964, 1978                                                                           |  |
| Dnipro Dnipropetrovs'k | 2       | 1983, 1988                                                                           |  |
| Ararat Erevan          | 1       | 1973                                                                                 |  |
| Dínamo Minsk           | 1       | 1982                                                                                 |  |
| Zenit Leningrado       | 1       | 1984                                                                                 |  |
| Zorya Voroshilovhrad   | 1       | 1972                                                                                 |  |

## Títulos por República[carecede fontes?]
| República    | Títulos | Clubes vencedores                                                                                   |  |
| ------------ | ------- | --------------------------------------------------------------------------------------------------- |  |
| Rússia       | 34      | Spartak Moscou (12), Dínamo Moscou (11), CSKA Moscou (7), Torpedo Moscou (3) e Zenit Leningrado (1) |  |
| Ucrânia      | 16      | Dínamo Kiev (13), Dnipro Dnipropetrovs'k (2) e Zorya Voroshilovhrad (1)                             |  |
| Geórgia      | 2       | Dínamo Tbilisi (2)                                                                                  |  |
| Arménia      | 1       | Ararat Erevan (1)                                                                                   |  |
| Bielorrússia | 1       | Dínamo Minsk (1)                                                                                    |  |